# 1252
Portal Geschichte | Portal Biografien | Aktuelle Ereignisse | Jahreskalender | Tagesartikel

◄ |
12. Jahrhundert |
13. Jahrhundert
| 14. Jahrhundert | ►

◄ |
1220er |
1230er |
1240er |
1250er
| 1260er | 1270er | 1280er | ►

◄◄ |
◄ |
1248 |
1249 |
1250 |
1251 |
1252
| 1253 | 1254 | 1255 | 1256 | ► | ►►
Staatsoberhäupter  · Nekrolog
| Januar | Januar | Januar | Januar | Januar | Januar | Januar | Januar |
| Kw     | Mo     | Di     | Mi     | Do     | Fr     | Sa     | So     |
| ------ | ------ | ------ | ------ | ------ | ------ | ------ | ------ |
| 1      | 1      | 2      | 3      | 4      | 5      | 6      | 7      |
| 2      | 8      | 9      | 10     | 11     | 12     | 13     | 14     |
| 3      | 15     | 16     | 17     | 18     | 19     | 20     | 21     |
| 4      | 22     | 23     | 24     | 25     | 26     | 27     | 28     |
| 5      | 29     | 30     | 31     |        |        |        |        |

| Februar | Februar | Februar | Februar | Februar | Februar | Februar | Februar |
| Kw      | Mo      | Di      | Mi      | Do      | Fr      | Sa      | So      |
| ------- | ------- | ------- | ------- | ------- | ------- | ------- | ------- |
| 5       |         |         |         | 1       | 2       | 3       | 4       |
| 6       | 5       | 6       | 7       | 8       | 9       | 10      | 11      |
| 7       | 12      | 13      | 14      | 15      | 16      | 17      | 18      |
| 8       | 19      | 20      | 21      | 22      | 23      | 24      | 25      |
| 9       | 26      | 27      | 28      | 29      |         |         |         |

| März | März | März | März | März | März | März | März |
| Kw   | Mo   | Di   | Mi   | Do   | Fr   | Sa   | So   |
| ---- | ---- | ---- | ---- | ---- | ---- | ---- | ---- |
| 9    |      |      |      |      | 1    | 2    | 3    |
| 10   | 4    | 5    | 6    | 7    | 8    | 9    | 10   |
| 11   | 11   | 12   | 13   | 14   | 15   | 16   | 17   |
| 12   | 18   | 19   | 20   | 21   | 22   | 23   | 24   |
| 13   | 25   | 26   | 27   | 28   | 29   | 30   | 31   |

| April | April | April | April | April | April | April | April |
| Kw    | Mo    | Di    | Mi    | Do    | Fr    | Sa    | So    |
| ----- | ----- | ----- | ----- | ----- | ----- | ----- | ----- |
| 14    | 1     | 2     | 3     | 4     | 5     | 6     | 7     |
| 15    | 8     | 9     | 10    | 11    | 12    | 13    | 14    |
| 16    | 15    | 16    | 17    | 18    | 19    | 20    | 21    |
| 17    | 22    | 23    | 24    | 25    | 26    | 27    | 28    |
| 18    | 29    | 30    |       |       |       |       |       |

| Mai | Mai | Mai | Mai | Mai | Mai | Mai | Mai |
| Kw  | Mo  | Di  | Mi  | Do  | Fr  | Sa  | So  |
| --- | --- | --- | --- | --- | --- | --- | --- |
| 18  |     |     | 1   | 2   | 3   | 4   | 5   |
| 19  | 6   | 7   | 8   | 9   | 10  | 11  | 12  |
| 20  | 13  | 14  | 15  | 16  | 17  | 18  | 19  |
| 21  | 20  | 21  | 22  | 23  | 24  | 25  | 26  |
| 22  | 27  | 28  | 29  | 30  | 31  |     |     |

| Juni | Juni | Juni | Juni | Juni | Juni | Juni | Juni |
| Kw   | Mo   | Di   | Mi   | Do   | Fr   | Sa   | So   |
| ---- | ---- | ---- | ---- | ---- | ---- | ---- | ---- |
| 22   |      |      |      |      |      | 1    | 2    |
| 23   | 3    | 4    | 5    | 6    | 7    | 8    | 9    |
| 24   | 10   | 11   | 12   | 13   | 14   | 15   | 16   |
| 25   | 17   | 18   | 19   | 20   | 21   | 22   | 23   |
| 26   | 24   | 25   | 26   | 27   | 28   | 29   | 30   |

| Juli | Juli | Juli | Juli | Juli | Juli | Juli | Juli |
| Kw   | Mo   | Di   | Mi   | Do   | Fr   | Sa   | So   |
| ---- | ---- | ---- | ---- | ---- | ---- | ---- | ---- |
| 27   | 1    | 2    | 3    | 4    | 5    | 6    | 7    |
| 28   | 8    | 9    | 10   | 11   | 12   | 13   | 14   |
| 29   | 15   | 16   | 17   | 18   | 19   | 20   | 21   |
| 30   | 22   | 23   | 24   | 25   | 26   | 27   | 28   |
| 31   | 29   | 30   | 31   |      |      |      |      |

| August | August | August | August | August | August | August | August |
| Kw     | Mo     | Di     | Mi     | Do     | Fr     | Sa     | So     |
| ------ | ------ | ------ | ------ | ------ | ------ | ------ | ------ |
| 31     |        |        |        | 1      | 2      | 3      | 4      |
| 32     | 5      | 6      | 7      | 8      | 9      | 10     | 11     |
| 33     | 12     | 13     | 14     | 15     | 16     | 17     | 18     |
| 34     | 19     | 20     | 21     | 22     | 23     | 24     | 25     |
| 35     | 26     | 27     | 28     | 29     | 30     | 31     |        |

| September | September | September | September | September | September | September | September |
| Kw        | Mo        | Di        | Mi        | Do        | Fr        | Sa        | So        |
| --------- | --------- | --------- | --------- | --------- | --------- | --------- | --------- |
| 35        |           |           |           |           |           |           | 1         |
| 36        | 2         | 3         | 4         | 5         | 6         | 7         | 8         |
| 37        | 9         | 10        | 11        | 12        | 13        | 14        | 15        |
| 38        | 16        | 17        | 18        | 19        | 20        | 21        | 22        |
| 39        | 23        | 24        | 25        | 26        | 27        | 28        | 29        |
| 40        | 30        |           |           |           |           |           |           |

| Oktober | Oktober | Oktober | Oktober | Oktober | Oktober | Oktober | Oktober |
| Kw      | Mo      | Di      | Mi      | Do      | Fr      | Sa      | So      |
| ------- | ------- | ------- | ------- | ------- | ------- | ------- | ------- |
| 40      |         | 1       | 2       | 3       | 4       | 5       | 6       |
| 41      | 7       | 8       | 9       | 10      | 11      | 12      | 13      |
| 42      | 14      | 15      | 16      | 17      | 18      | 19      | 20      |
| 43      | 21      | 22      | 23      | 24      | 25      | 26      | 27      |
| 44      | 28      | 29      | 30      | 31      |         |         |         |

| November | November | November | November | November | November | November | November |
| Kw       | Mo       | Di       | Mi       | Do       | Fr       | Sa       | So       |
| -------- | -------- | -------- | -------- | -------- | -------- | -------- | -------- |
| 44       |          |          |          |          | 1        | 2        | 3        |
| 45       | 4        | 5        | 6        | 7        | 8        | 9        | 10       |
| 46       | 11       | 12       | 13       | 14       | 15       | 16       | 17       |
| 47       | 18       | 19       | 20       | 21       | 22       | 23       | 24       |
| 48       | 25       | 26       | 27       | 28       | 29       | 30       |          |

| Dezember | Dezember | Dezember | Dezember | Dezember | Dezember | Dezember | Dezember |
| Kw       | Mo       | Di       | Mi       | Do       | Fr       | Sa       | So       |
| -------- | -------- | -------- | -------- | -------- | -------- | -------- | -------- |
| 48       |          |          |          |          |          |          | 1        |
| 49       | 2        | 3        | 4        | 5        | 6        | 7        | 8        |
| 50       | 9        | 10       | 11       | 12       | 13       | 14       | 15       |
| 51       | 16       | 17       | 18       | 19       | 20       | 21       | 22       |
| 52       | 23       | 24       | 25       | 26       | 27       | 28       | 29       |
| 1        | 30       | 31       |          |          |          |          |          |

| Januar | Januar | Januar | Januar | Januar | Januar | Januar | Januar |
| Kw     | Mo     | Di     | Mi     | Do     | Fr     | Sa     | So     |
| ------ | ------ | ------ | ------ | ------ | ------ | ------ | ------ |
| 1      | 1      | 2      | 3      | 4      | 5      | 6      | 7      |
| 2      | 8      | 9      | 10     | 11     | 12     | 13     | 14     |
| 3      | 15     | 16     | 17     | 18     | 19     | 20     | 21     |
| 4      | 22     | 23     | 24     | 25     | 26     | 27     | 28     |
| 5      | 29     | 30     | 31     |        |        |        |        |

| Februar | Februar | Februar | Februar | Februar | Februar | Februar | Februar |
| Kw      | Mo      | Di      | Mi      | Do      | Fr      | Sa      | So      |
| ------- | ------- | ------- | ------- | ------- | ------- | ------- | ------- |
| 5       |         |         |         | 1       | 2       | 3       | 4       |
| 6       | 5       | 6       | 7       | 8       | 9       | 10      | 11      |
| 7       | 12      | 13      | 14      | 15      | 16      | 17      | 18      |
| 8       | 19      | 20      | 21      | 22      | 23      | 24      | 25      |
| 9       | 26      | 27      | 28      | 29      |         |         |         |

| März | März | März | März | März | März | März | März |
| Kw   | Mo   | Di   | Mi   | Do   | Fr   | Sa   | So   |
| ---- | ---- | ---- | ---- | ---- | ---- | ---- | ---- |
| 9    |      |      |      |      | 1    | 2    | 3    |
| 10   | 4    | 5    | 6    | 7    | 8    | 9    | 10   |
| 11   | 11   | 12   | 13   | 14   | 15   | 16   | 17   |
| 12   | 18   | 19   | 20   | 21   | 22   | 23   | 24   |
| 13   | 25   | 26   | 27   | 28   | 29   | 30   | 31   |

| April | April | April | April | April | April | April | April |
| Kw    | Mo    | Di    | Mi    | Do    | Fr    | Sa    | So    |
| ----- | ----- | ----- | ----- | ----- | ----- | ----- | ----- |
| 14    | 1     | 2     | 3     | 4     | 5     | 6     | 7     |
| 15    | 8     | 9     | 10    | 11    | 12    | 13    | 14    |
| 16    | 15    | 16    | 17    | 18    | 19    | 20    | 21    |
| 17    | 22    | 23    | 24    | 25    | 26    | 27    | 28    |
| 18    | 29    | 30    |       |       |       |       |       |

| Mai | Mai | Mai | Mai | Mai | Mai | Mai | Mai |
| Kw  | Mo  | Di  | Mi  | Do  | Fr  | Sa  | So  |
| --- | --- | --- | --- | --- | --- | --- | --- |
| 18  |     |     | 1   | 2   | 3   | 4   | 5   |
| 19  | 6   | 7   | 8   | 9   | 10  | 11  | 12  |
| 20  | 13  | 14  | 15  | 16  | 17  | 18  | 19  |
| 21  | 20  | 21  | 22  | 23  | 24  | 25  | 26  |
| 22  | 27  | 28  | 29  | 30  | 31  |     |     |

| Juni | Juni | Juni | Juni | Juni | Juni | Juni | Juni |
| Kw   | Mo   | Di   | Mi   | Do   | Fr   | Sa   | So   |
| ---- | ---- | ---- | ---- | ---- | ---- | ---- | ---- |
| 22   |      |      |      |      |      | 1    | 2    |
| 23   | 3    | 4    | 5    | 6    | 7    | 8    | 9    |
| 24   | 10   | 11   | 12   | 13   | 14   | 15   | 16   |
| 25   | 17   | 18   | 19   | 20   | 21   | 22   | 23   |
| 26   | 24   | 25   | 26   | 27   | 28   | 29   | 30   |

| Juli | Juli | Juli | Juli | Juli | Juli | Juli | Juli |
| Kw   | Mo   | Di   | Mi   | Do   | Fr   | Sa   | So   |
| ---- | ---- | ---- | ---- | ---- | ---- | ---- | ---- |
| 27   | 1    | 2    | 3    | 4    | 5    | 6    | 7    |
| 28   | 8    | 9    | 10   | 11   | 12   | 13   | 14   |
| 29   | 15   | 16   | 17   | 18   | 19   | 20   | 21   |
| 30   | 22   | 23   | 24   | 25   | 26   | 27   | 28   |
| 31   | 29   | 30   | 31   |      |      |      |      |

| August | August | August | August | August | August | August | August |
| Kw     | Mo     | Di     | Mi     | Do     | Fr     | Sa     | So     |
| ------ | ------ | ------ | ------ | ------ | ------ | ------ | ------ |
| 31     |        |        |        | 1      | 2      | 3      | 4      |
| 32     | 5      | 6      | 7      | 8      | 9      | 10     | 11     |
| 33     | 12     | 13     | 14     | 15     | 16     | 17     | 18     |
| 34     | 19     | 20     | 21     | 22     | 23     | 24     | 25     |
| 35     | 26     | 27     | 28     | 29     | 30     | 31     |        |

| September | September | September | September | September | September | September | September |
| Kw        | Mo        | Di        | Mi        | Do        | Fr        | Sa        | So        |
| --------- | --------- | --------- | --------- | --------- | --------- | --------- | --------- |
| 35        |           |           |           |           |           |           | 1         |
| 36        | 2         | 3         | 4         | 5         | 6         | 7         | 8         |
| 37        | 9         | 10        | 11        | 12        | 13        | 14        | 15        |
| 38        | 16        | 17        | 18        | 19        | 20        | 21        | 22        |
| 39        | 23        | 24        | 25        | 26        | 27        | 28        | 29        |
| 40        | 30        |           |           |           |           |           |           |

| Oktober | Oktober | Oktober | Oktober | Oktober | Oktober | Oktober | Oktober |
| Kw      | Mo      | Di      | Mi      | Do      | Fr      | Sa      | So      |
| ------- | ------- | ------- | ------- | ------- | ------- | ------- | ------- |
| 40      |         | 1       | 2       | 3       | 4       | 5       | 6       |
| 41      | 7       | 8       | 9       | 10      | 11      | 12      | 13      |
| 42      | 14      | 15      | 16      | 17      | 18      | 19      | 20      |
| 43      | 21      | 22      | 23      | 24      | 25      | 26      | 27      |
| 44      | 28      | 29      | 30      | 31      |         |         |         |

| November | November | November | November | November | November | November | November |
| Kw       | Mo       | Di       | Mi       | Do       | Fr       | Sa       | So       |
| -------- | -------- | -------- | -------- | -------- | -------- | -------- | -------- |
| 44       |          |          |          |          | 1        | 2        | 3        |
| 45       | 4        | 5        | 6        | 7        | 8        | 9        | 10       |
| 46       | 11       | 12       | 13       | 14       | 15       | 16       | 17       |
| 47       | 18       | 19       | 20       | 21       | 22       | 23       | 24       |
| 48       | 25       | 26       | 27       | 28       | 29       | 30       |          |

| Dezember | Dezember | Dezember | Dezember | Dezember | Dezember | Dezember | Dezember |
| Kw       | Mo       | Di       | Mi       | Do       | Fr       | Sa       | So       |
| -------- | -------- | -------- | -------- | -------- | -------- | -------- | -------- |
| 48       |          |          |          |          |          |          | 1        |
| 49       | 2        | 3        | 4        | 5        | 6        | 7        | 8        |
| 50       | 9        | 10       | 11       | 12       | 13       | 14       | 15       |
| 51       | 16       | 17       | 18       | 19       | 20       | 21       | 22       |
| 52       | 23       | 24       | 25       | 26       | 27       | 28       | 29       |
| 1        | 30       | 31       |          |          |          |          |          |

## Ereignisse

### Politik und Weltgeschehen

#### Heiliges Römisches Reich/Königreich Sizilien

Mitteleuropa zur Zeit der Staufer

- Beginn des Jahres: König Konrad IV. erreicht auf seinem Italienzug das Königreich Sizilien. Neapel und Capua verweigern ihm zunächst den Gehorsam. Auch das Verhältnis zu seinem Halbbruder Manfred, der bislang die Regentschaft im Königreich geführt hat, verschlechtert sich.
- 11. Februar: Der böhmische Thronfolger Ottokar Přemysl heiratet in Hainburg die fast 30 Jahre ältere Margarete von Babenberg, um seine Ansprüche auf die babenbergischen Besitzungen zu untermauern. Dabei lässt er sich das Privilegium minus und dessen Bestätigung durch Kaiser Friedrich II. aus dem Jahr 1245 übergeben. Dadurch überträgt Margarete die Herrschaft der Herzogtümer Österreich und Steiermark an ihren Ehemann. Papst Innozenz IV. bestätigt die rechtmäßige Übergabe der beiden Herzogtümer am 6. Mai. In einer Urkunde vom 16. Juni 1252, in der der Propstei Ardagger ihr Mautrecht gesichert wird, nennt sich Margarete neben ihrem Titel Romanorum (quondam) regina zum ersten Mal auch ducissa Austrie et Stirie ac marchionissa Moravie.
- 9. Juni: Nach dem Tod Ottos I. regieren seine Söhne Albrecht I. und Johann I. das Herzogtum Braunschweig-Lüneburg zunächst gemeinsam.
- 27. Dezember: Im Frieden von Lieserhofen beenden Graf Albert III. von Tirol und sein Schwiegersohn Meinhard III. von Görz auf der einen Seite sowie der Salzburger Elekt Philipp von Spanheim und dessen Vater Herzog Bernhard von Kärnten auf der anderen Seite eine erbitterte Fehde und regeln ihre Einflussbereiche neu.

#### Weitere Ereignisse in Europa und in den Kreuzfahrerstaaten
- Januar: Bohemund VI. folgt seinem verstorbenen Vater Bohemund V. als Fürst von Antiochia und Graf von Tripolis, vorläufig unter der Vormundschaft seiner Mutter. Allerdings reist er mit dieser noch im selben Jahr nach Jaffa, wo gerade König Ludwig IX. von Frankreich nach dem gescheiterten sechsten Kreuzzug weilt und die faktische Herrschaft im Königreich Jerusalem ausübt. Von Ludwig IX. erhält Bohemund im Dezember die Schwertleite und das Recht, dessen Lilienhermelin in sein Wappen aufzunehmen.

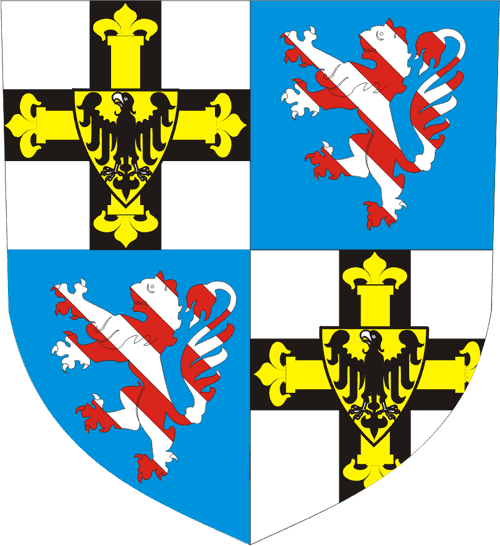
Hochmeisterwappen Poppos von Osterna

- 3./4. Mai: Gunther von Wüllersleben stirbt in Akkon. Poppo von Osterna wird zu seinem Nachfolger als Hochmeister des Deutschen Ordens gewählt.

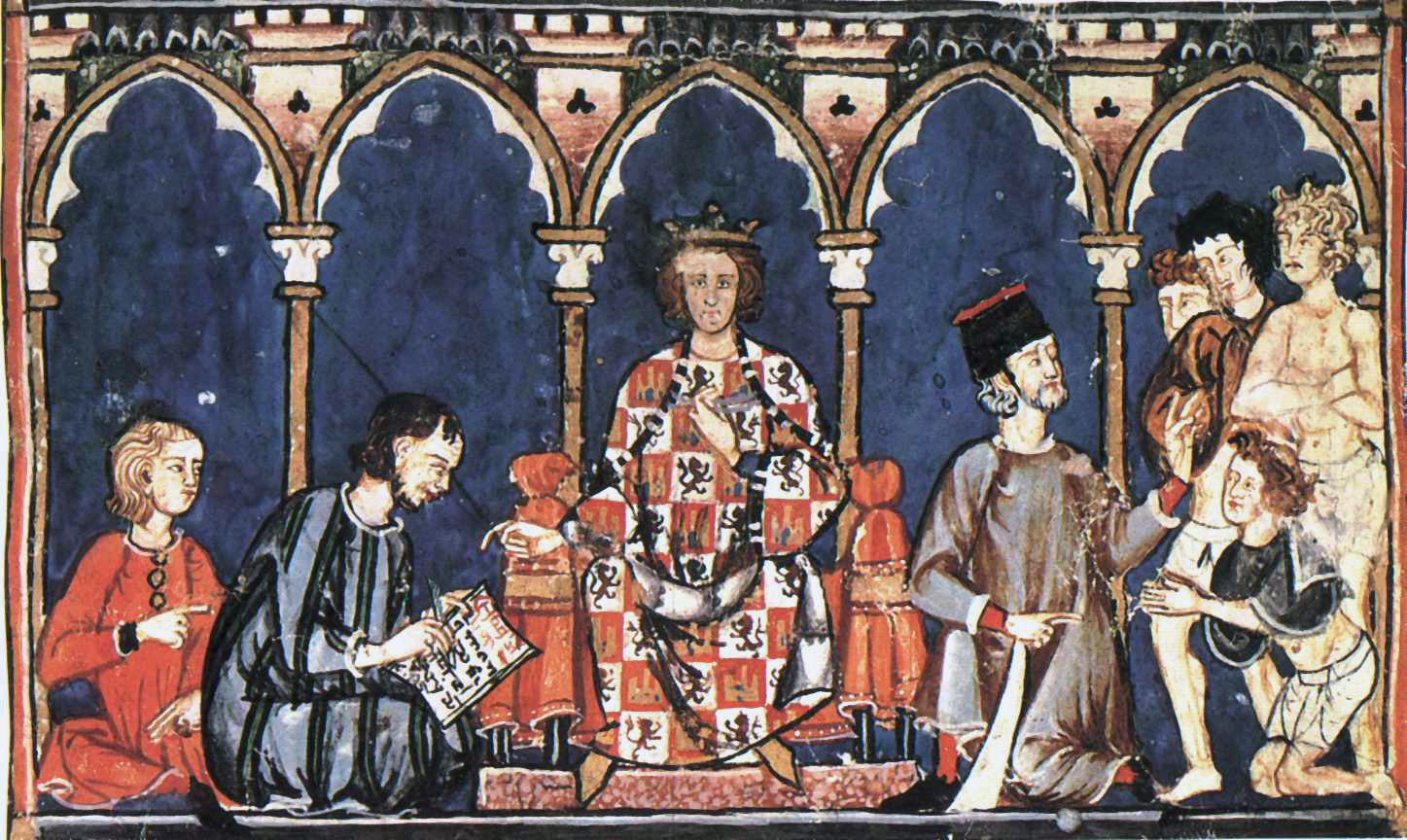
Alfons X. von Kastilien (Abbildung aus dem Libro de los juegos, 1251–1282)

- 30. Mai: Nach dem Tod Ferdinands III. wird sein Sohn Alfons X. König von Kastilien und León.
- 29. Juni: Als König Abel von Dänemark auf einer Expedition gegen die Friesen ermordet wird, befindet sich sein Sohn Waldemar bereits seit zwei Jahren in der Gefangenschaft des Kölner Erzbischofs Konrad von Hochstaden. Daher wird Abels jüngerer Bruder Christoph I. zum dänischen König gewählt und zu Weihnachten im Dom zu Lund gekrönt. Waldemars Mutter Mechthild von Holstein und ihre Brüder bemühen sich daraufhin, wenigstens das Herzogtum Schleswig für ihn zu gewinnen.

#### Neugründungen, Stadtrechte und urkundliche Ersterwähnungen
- Juli: In einem Schutzbrief für das Fogdö-Kloster wird Stockholm erstmals urkundlich erwähnt.
- Venezianische Familien gründen auf Kreta die Stadt Chania neu. Sie liegt an der Stelle des antiken Kydonia.
- Erste urkundliche Erwähnung von Aesch BL, Etziken, Gorgier und Königsbach
- Hasselt, Klagenfurt und Vreden erhalten Stadtrechte.

### Wirtschaft
- Die Via Regia wird in einer Urkunde des Markgrafen Heinrich III. von Meißen erstmals als Königsstraße erwähnt.
- Florenz prägt den ersten Goldgulden, den Fiorino d'Oro.

### Wissenschaft und Technik

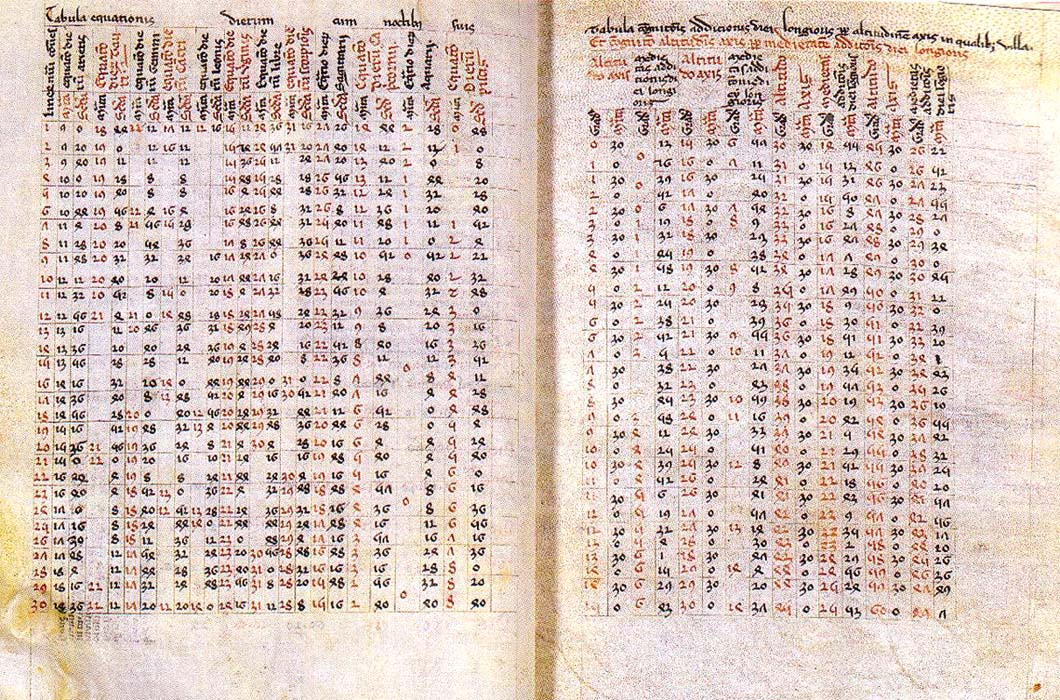
Die Alfonsinischen Tafeln in einer spätmittelalterlichen Handschrift

- um 1252: Auf Anordnung Alfons X. von Kastilien und León wird in Toledo mit der Herstellung der Alfonsinischen Tafeln begonnen, einem astronomischen Werk mit Tabellen zur Berechnung der Stellung von Sonne, Mond und der fünf klassischen Planeten Merkur, Venus, Mars, Jupiter und Saturn.

### Religion

#### Buddhismus
- Der Große Buddha von Kamakura wird errichtet.

#### Christentum

##### Inquisition

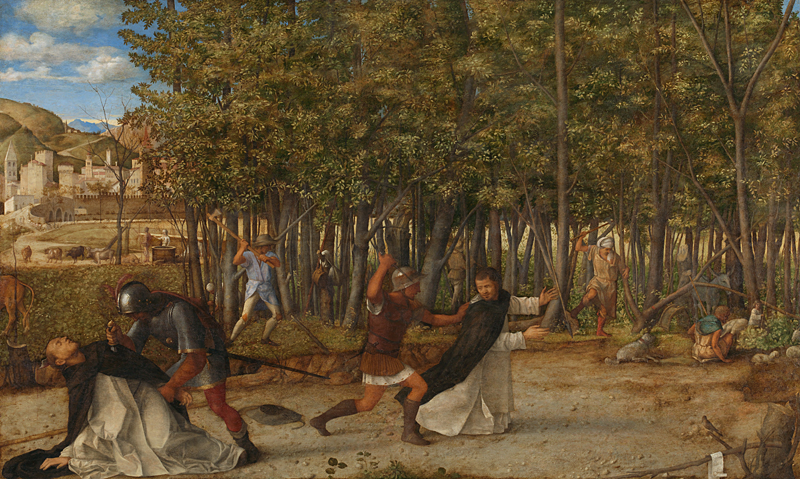
Die Ermordung von Petrus Martyr von Giovanni Bellini

- 6. April: Petrus von Verona, der päpstliche Inquisitor für Como und Mailand, wird wegen seines strengen Vorgehens gegen Katharer ermordet.
- 15. Mai: Papst Innozenz IV. veröffentlicht die Bulle Ad Extirpanda, eine der wichtigsten Grundlagenschriften der Inquisition, in der die Anwendung der Folter ausdrücklich erlaubt wird.

##### Klostergründungen

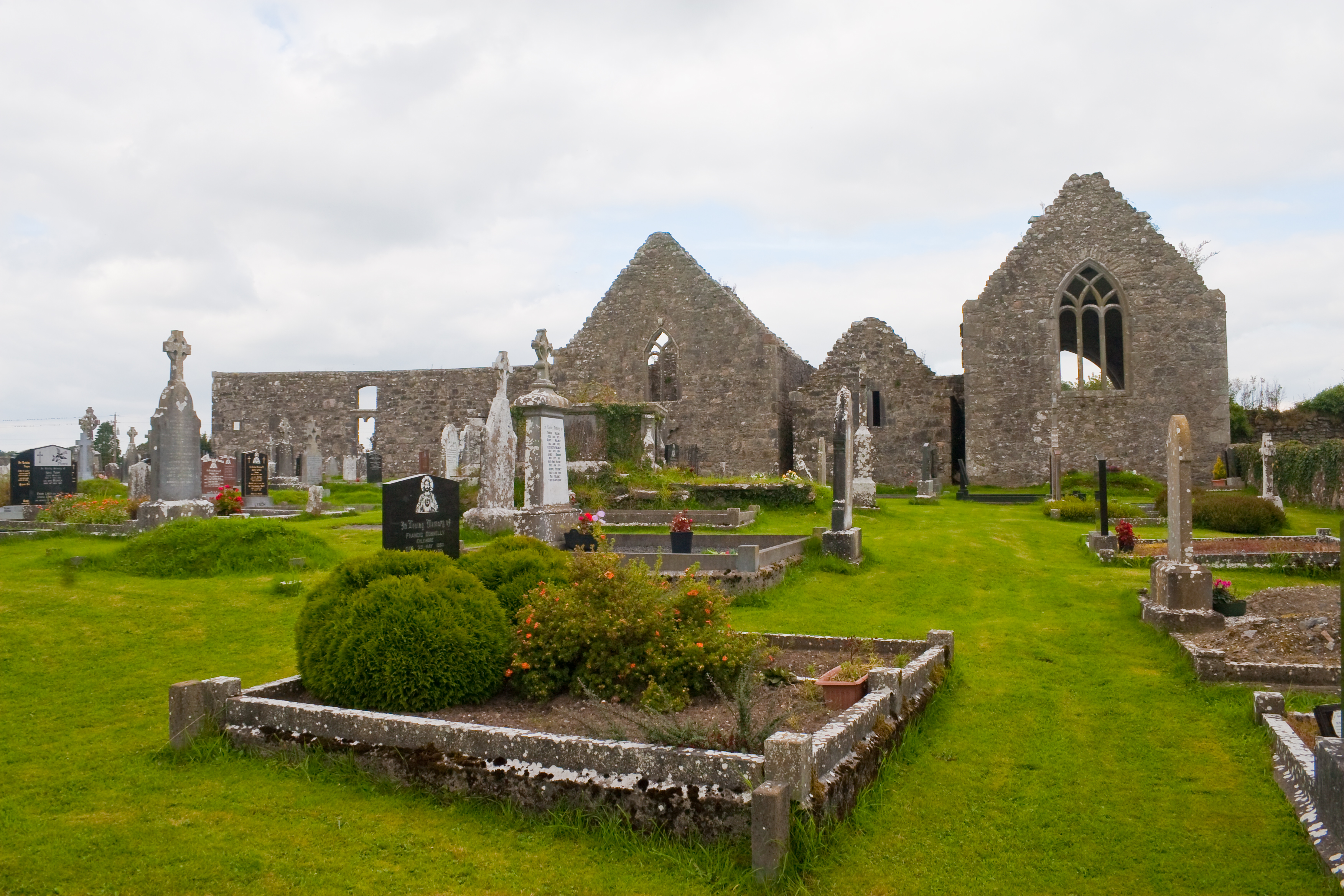
Südansicht des Klosters Kinalehin

- Das Kloster Kinalehin wird in Irland durch John de Cogan I. als Priorat der Kartäuser in der Diözese Clonfert gegründet.
- Boček von Jaroslavice und Zbraslav gründet das Kloster Žďár, das mit Mönchen des Klosters Nepomuk besiedelt wird.
- Heinrich von Oldenburg gründet das Kloster Segenstal.
- Das Kloster Gronau in der Niedergrafschaft Katzenelnbogen wird erstmals urkundlich erwähnt.

##### Sonstiges
- Der Mendikantenstreit an der Pariser Universität zwischen Lehrern, Weltgeistlichen und Literaten und den Bettelorden beginnt.

## Geboren

### Geburtsdatum gesichert
- 25. März: Konradin, Herzog von Schwaben, König von Sizilien, König von Jerusalem und letzter Staufer († 1268)

### Genaues Geburtsdatum unbekannt
- Safi ad-Din Ardabili, kurdisch-persischer Geistlicher († 1334)
- Rohese de Clare, englische Adelige († 1317)
- Hugo II., König von Zypern und Regent des Königreichs Jerusalem († 1267)
- Eberhard I., Graf von Isenberg-Limburg und Herr zu Styrum († 1304)
- Nitchō, japanischer buddhistischer Mönch († 1317)

### Geboren um 1252
- Adolf V., Graf von Holstein-Kiel und Holstein-Segeberg († 1308)
- Stefan Dragutin, König von Serbien († 1316)
- 1252/1253: Johann I., Herzog von Brabant und Limburg, Markgraf von Antwerpen († 1294)
- 1252/1253: Amadeus V., Graf von Savoyen

## Gestorben

### Erstes Halbjahr
- Anfang Januar: Johanna, Gräfin von Clermont und Mortain
- 22. Januar: Isabella, Königin von Armenien (* 1219)
- nach dem 25. Januar: Alberich von Trois-Fontaines, französischer Mönch und Chronist
- Januar: Bohemund V., Fürst von Antiochia und Graf von Tripolis (* um 1200)
- 20. Februar: Amicia de Montfort, französische Klostergründerin
- 6. März: Rosa von Viterbo, katholische Mystikerin (* 1233)
- 6. März: Sigurd Eindridesson Tafse, Erzbischof von Nidaros
- 8. März: Wernher II., Augustiner-Chorherr und Stiftspropst von Berchtesgaden
- 6. April: Petrus von Verona, italienischer dominikanischer Prediger, Inquisitor und Märtyrer (* um 1206)
- 3./4. Mai: Gunther von Wüllersleben, achter Hochmeister des Deutschen Ordens
- 24. Mai: Konrad II., Augustiner-Chorherr und Stiftspropst von Berchtesgaden
- 30. Mai: Ferdinand III., König von Kastilien und León (* 1199)
- 6. Juni: Robert Passelewe, englischer Geistlicher
- 9. Juni: Otto I., erster Herzog zu Braunschweig und Lüneburg (* 1204)
- 29. Juni: Abel, Herzog von Schleswig und König von Dänemark (* 1218)

### Zweites Halbjahr
- 1. August: Johannes de Plano Carpini, italienischer Franziskaner und Missionar, Leiter einer Gesandtschaft in die Mongolei (* um 1185)
- 25. Oktober: al-Hasan ibn Muhammad as-Saghānī, Hadith-Gelehrter und arabischer Lexikograph (* 1181)
- um den 26. Oktober: Ingrid Ylva, schwedische Prinzessin (* um 1180)
- 4. November: Johannes von Wildeshausen, Ordensmeister der Dominikaner (* um 1180)
- 27. November: Blanka von Kastilien, Königin und Regentin von Frankreich (* 1188)
- November: Wilhelm II., Graf von Genf (* 1208)
- 15./16. Dezember: Uffe Thrugotsen, Erzbischof von Lund

### Genaues Todesdatum unbekannt
- Albert, Bischof von Chiemsee
- Heinrich I., Fürst von Anhalt (* um 1170)
- Heinrich I., Abt von Ebrach
- Heinrich I., Graf von Vianden (* 1210)
- Kujō Michiie, japanischer Kampaku und der Vater des Shogun Kujō Yoritsune (* 1193)
- Sorkhatani Beki, mongolische Adelige aus dem Stamm der Keraiten
- Swjatoslaw III., Großfürst von Wladimir (* 1196)
- Zdislava, böhmische Schutzheilige der Armen und Kranken (* nach 1220)